# Теодор Ендрес
Теодор Ендрес (нім. Theodor Endres; 25 вересня 1876, Ансбах — 19 січня 1956, Траунштайн) — німецький воєначальник, генерал артилерії вермахту. Кавалер Лицарського хреста Залізного хреста.

## Біографія
Син президента сенату. 15 липня 1897 року поступив на службу в Баварську армію. Учасник Першої світової війни. Після демобілізації армії залишений у рейхсвері. 30 вересня 1931 року вийшов у відставку. 26 серпня 1939 року призваний в армію і 15 вересня призначений командиром 212-ї піхотної дивізії. Учасник Французької кампанії і німецько-радянської війни. 1 жовтня 1942 року відправлений у резерв фюрера, 31 січня 1943 року — у відставку.

## Сім'я
В січні 1908 року одружився з Анною Мезер. В шлюбі народилась дитина. Згодом після смерті дружини вдруге одружився в лютому 1911 року з Ерною Гедке. В шлюбі народились 2 дітей.   

## Звання
- Кандидат в офіцери (15 липня 1897)
- Фенріх (25 січня 1898)
- Лейтенант (10 березня 1899)
- Обер-лейтенант (26 квітня 1909)
- Гауптман (1 жовтня 1913)
- Майор (5 вересня 1913)
- Оберст-лейтенант генштабу (5 лютого 1923)
- Оберст генштабу (1 лютого 1927)
- Генерал-майор (1 лютого 1930)
- Генерал-лейтенант запасу (30 вересня 1931)
- Генерал-лейтенант до розпорядження (1 вересня 1940)
- Генерал артилерії до розпорядження (1 січня 1943)

## Нагороди
- Медаль принца-регента Луїтпольда
- Залізний хрест 2-го і 1-го класу
- Орден «За заслуги» (Баварія) 3-го класу з мечами
- Орден Вюртемберзької корони, лицарський хрест з мечами
- Ганзейський Хрест (Гамбург і Любек)
- Почесний хрест (Ройсс) 2-го класу з мечами
- Хрест «За військові заслуги» (Австро-Угорщина) 3-го класу з військовою відзнакою
- Військова медаль (Османська імперія)
- Королівський орден дому Гогенцоллернів, лицарський хрест з мечами
- Хрест «За вислугу років» (Баварія) 2-го класу
- Почесний хрест ветерана війни з мечами
- Медаль «За вислугу років у Вермахті» 4-го, 3-го, 2-го і 1-го класу (25 років; 2 жовтня 1936) — отримав 4 медалі одночасно.
- Застібка до Залізного хреста
  - 2-го класу (22 вересня 1939)
  - 1-го класу (22 червня 1940)
- Лицарський хрест Залізного хреста (13 липня 1940)
- Штурмовий піхотний знак в сріблі (1941)
- Медаль «За зимову кампанію на Сході 1941/42» (27 липня 1942)